# روئینس آپتون
روئینس آپتون (انگلیسی: Roisin Upton؛ زادهٔ ۱ آوریل ۱۹۹۴) بازیکن هاکی روی چمن اهل جمهوری ایرلند است.